# ヤニス・ストイカ
ヤニス・ストイカ（Ianis Ilie Stoica, ルーマニア語発音: [ˈjanis iˈli.e ˈstojka], 1993年2月8日 - ）は、ルーマニアのプロサッカー選手。FCウニヴェルシタテア・クルジュ所属。ポジションはフォワード。

## 経歴

### クラブ

#### 幼少期
2009年にペトロルル・プロイェシュティの下部組織でキャリアをスタートさせ、その年に父親であるポンピリウがクラブとプロ契約を締結した。2016年、ペトロルルの解散に伴い退団し、ドイツのフライブルクで半年を過ごした後に、父親の古巣でもあるFCSBで母国に復帰した。

#### FCSB
2017年10月25日、6-1で勝利したクパ・ロムニエイのサナタテア・クルジュ戦で、当時14歳でトップチームデビュー。クラブ史上最年少で公式戦に出場した選手となり、自身の初ゴールも記録した。2019年冬の移籍市場でドゥナレア・カララシへのレンタル移籍に合意し、2月17日、スコアレスドローとなったヴォルンタリ戦でリーガ1デビュー。
その後、古巣のペトロルル・プロイェシュティ、メタログロブス・ブカレスト、CSMスラティナにそれぞれレンタル移籍し、リーガ2で経験を積んだ。スラティナでの2020-21シーズンは、クラブの降格にも関わらず、24試合出場で7ゴールと結果を残し、充実したシーズンを過ごした。
ストイカはFCSBに復帰し、2021年8月1日のUTAアラド戦に途中出場し、同点ゴールを挙げ試合を引き分けに持ち込んだ。29日には、リーグ4連覇中のCFRクルジュ戦で1-4で敗れるも、チームで唯一の得点を奪った。トップチームでの活躍の後、クラブのオーナーはプレミアリーグのアーセナルFCからの750万ユーロの獲得オファーを拒んだと発表したが、その主張は疑問視されている。
2021年12月15日、ラピド・ブカレストとのダービーマッチに後半から出場すると、延長戦でPKを獲得。自らゴールネットを揺らし、3-1で勝利した。2022年1月30日、FCディナモ・ブカレストとのダービーマッチでは再び途中出場でゴールを挙げ、3-0で勝利した。
2022-23シーズン途中の2022年12月17日、ウニヴェルシタテア・クルジュに期限つき移籍。

### 代表
ルーマニアのU-16、U-17、U-18、U-19、U-21の各世代別代表に選出されており、各カテゴリでゴールも記録している。

## 人物
ウイングやファーストトップなどでプレイできる多才なアタッカーであり、中盤でも起用できる。Goal.comの記者は「俊敏で、トリッキーなプレイを好み、どちらのサイドでも問題なくプレイできるが、右利きなのでおそらく左に配置した方が危険な存在だろう」と述べている。
父親のポンピリウも、ルーマニア代表として活躍した元サッカー選手、指導者であった。主に左サイドバックを務め、FCSB（当時はステアウア・ブカレスト）やペトロルル・プロイェシュティで活躍した。

## 個人成績
| 国内大会個人成績 | 国内大会個人成績             | 国内大会個人成績 | 国内大会個人成績 | 国内大会個人成績 | 国内大会個人成績 | 国内大会個人成績 | 国内大会個人成績 | 国内大会個人成績 | 国内大会個人成績 | 国内大会個人成績 | 国内大会個人成績 |
| 年度             | クラブ                       | 背番号           | リーグ           | リーグ戦         | リーグ戦         | リーグ杯         | リーグ杯         | オープン杯       | オープン杯       | 期間通算         | 期間通算         |
| 年度             | クラブ                       | 背番号           | リーグ           | 出場             | 得点             | 出場             | 得点             | 出場             | 得点             | 出場             | 得点             |
| ルーマニア       | ルーマニア                   | ルーマニア       | ルーマニア       | リーグ戦         | リーグ戦         | リーグ杯         | リーグ杯         | ルーマニア杯     | ルーマニア杯     | 期間通算         | 期間通算         |
| ---------------- | ---------------------------- | ---------------- | ---------------- | ---------------- | ---------------- | ---------------- | ---------------- | ---------------- | ---------------- | ---------------- | ---------------- |
| 2017-18          | FCSB                         | 21               | リーガ1          | 0                | 0                | -                | -                | 3                | 1                | 3                | 1                |
| 2018-19          | FCSB                         | 21               | リーガ1          | 0                | 0                | -                | -                | 1                | 0                | 1                | 0                |
| 2018-19          | ドゥナレア・カララシ         |                  | リーガ1          | 2                | 0                | -                | -                | 1                | 0                | 3                | 0                |
| 2019-20          | ペトロルル・プロイェシュティ | 11               | リーガ2          | 8                | 0                | -                | -                | 0                | 0                | 8                | 0                |
| 2019-20          | メタログロブス・ブカレスト   | 11               | リーガ2          | 2                | 0                | -                | -                | 0                | 0                | 2                | 0                |
| 2020-21          | CSMスラティナ                | 9                | リーガ2          | 24               | 7                | -                | -                | 0                | 0                | 24               | 7                |
| 2021-22          | FCSB                         | 19               | リーガ1          | 32               | 7                | -                | -                | 1                | 2                | 33               | 9                |
| 2022-23          | FCSB                         | 9                | リーガ1          | 6                | 0                | -                | -                | 2                | 0                | 8                | 0                |
| 2022-23          | U・クルジュ                  | 7                | リーガ1          | 10               | 0                | -                | -                | -                | -                | 10               | 0                |
| 2023-24          | U・クルジュ                  | 7                | リーガ1          |                  |                  | -                | -                |                  |                  |                  |                  |
| 通算             | ルーマニア                   | ルーマニア       | リーガ1          | 50               | 7                | -                | -                | 8                | 3                | 58               | 10               |
| 通算             | ルーマニア                   | ルーマニア       | リーガ2          | 34               | 7                | -                | -                | 0                | 0                | 34               | 7                |
| 総通算           | 総通算                       | 総通算           | 総通算           | 84               | 14               | 0                | 0                | 8                | 3                | 92               | 17               |